# Aníbal (nombre)
Aníbal (en fenicio:𐤇𐤍𐤁𐤏𐤋, en hebreo:חניבעל Anybal "quien goza del favor de Baal", en griego:Ἀννίβας Annibas) es un nombre teofórico de género masculino, de origen fenicio. Se hizo muy popular y famoso en el mundo entero por el general cartaginés Aníbal, que desafió a Roma y fue derrotado en Zama por Escipión el Africano.

## Santoral
Su Santoral se celebra el día 15 de abril.

San Aníbal María di Francia, 1 de junio.

## Variantes en otros idiomas
| Variantes en otras lenguas | Variantes en otras lenguas                                         |
| -------------------------- | ------------------------------------------------------------------ |
| Español                    | Aníbal                                                             |
| Alemán                     | Hannibal                                                           |
| Árabe                      | حنبعل (Hanibal)                                                    |
| Armenio                    | Հաննիբալ (Hannibal)                                                |
| Bretón                     | Hannibal                                                           |
| Búlgaro                    | Ханибал (Hanibal)                                                  |
| Catalán                    | Anníbal Hanníbal                                                   |
| Checo                      | Hannibal                                                           |
| Corso                      | Annibalu                                                           |
| Croata                     | Hanibal                                                            |
| Danés                      | Hannibal                                                           |
| Eslovaco                   | Hannibal                                                           |
| Esloveno                   | Hanibal                                                            |
| Esperanto                  | Hanibal                                                            |
| Estonio                    | Hannibal                                                           |
| Euskera                    | Hanabal, Hannabal                                                  |
| Finés                      | Hannibal                                                           |
| Francés                    | Hannibal                                                           |
| Galés                      | Hannibal                                                           |
| Gallego                    | Aníbal                                                             |
| Georgiano                  | ჰანიბალი (Hanibali)                                                |
| Griego                     | Αννίβας (Annibas)                                                  |
| Hebreo                     | חניאל (Haniel, Hanniel, Hanyel, Chaniel) חננאל (Hananel, Hannanel) |
| Holandés                   | Hannibal                                                           |
| Húngaro                    | Hannibal                                                           |
| Inglés                     | Hannibal                                                           |
| Islandés                   | Hannibal                                                           |
| Italiano                   | Annibale                                                           |
| Georgiano                  | ჰანიბალი (Hanibali)                                                |
| Judeoespañol               | Aniel, Janiel, Hananiel, Hannaniel                                 |
| Latín                      | Hannibal                                                           |
| Letón                      | Hannibals                                                          |
| Lituano                    | Hanibalas                                                          |
| Noruego                    | Hannibal                                                           |
| Polaco                     | Hannibal                                                           |
| Portugués                  | Aníbal                                                             |
| Rumano                     | Hannibal                                                           |
| Ruso                       | Ганнибал (Gannibal)                                                |
| Serbio                     | Ханибал (Hanibal)                                                  |
| Siciliano                  | Annibbali                                                          |
| Sueco                      | Hannibal                                                           |
| Turco                      | Hannibal                                                           |
| Ucraniano                  | Ганнібал (Hannibal)                                                |